# Friedrich Hund
Friedrich Hermann Hund (Karlsruhe, 4 de fevereiro de 1896 — Göttingen, 31 de março de 1997) foi um físico alemão.

## Vida

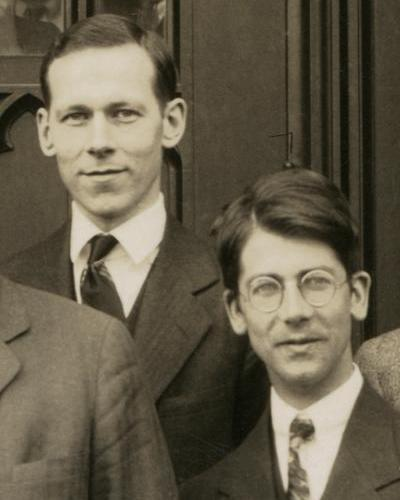
Robert Mulliken e Friedrich Hund em Chicago, 1929

Filho de um comerciante de ferramentas e utensílios domésticos, frequentou escolas em Karlsruhe, Erfurt e Naumburg, onde no Realgymnasium obteve o Abitur em 1915. Pouco antes da eclosão da Primeira Guerra Mundial quebrou um pé, sendo por isso o único de sua classe que não participou diretamente da guerra. Auxiliou seu professor Paul Schoenhals na educação dos jovens estudantes. Passou depois dois anos em serviço militar na marinha, ainda durante a Primeira Guerra Mundial. Seus pais não tinham condições de financiar seus estudos, tendo seu professor ginasial lhe concedido um pequeno vencimento, que ele engordou com aulas particulares.

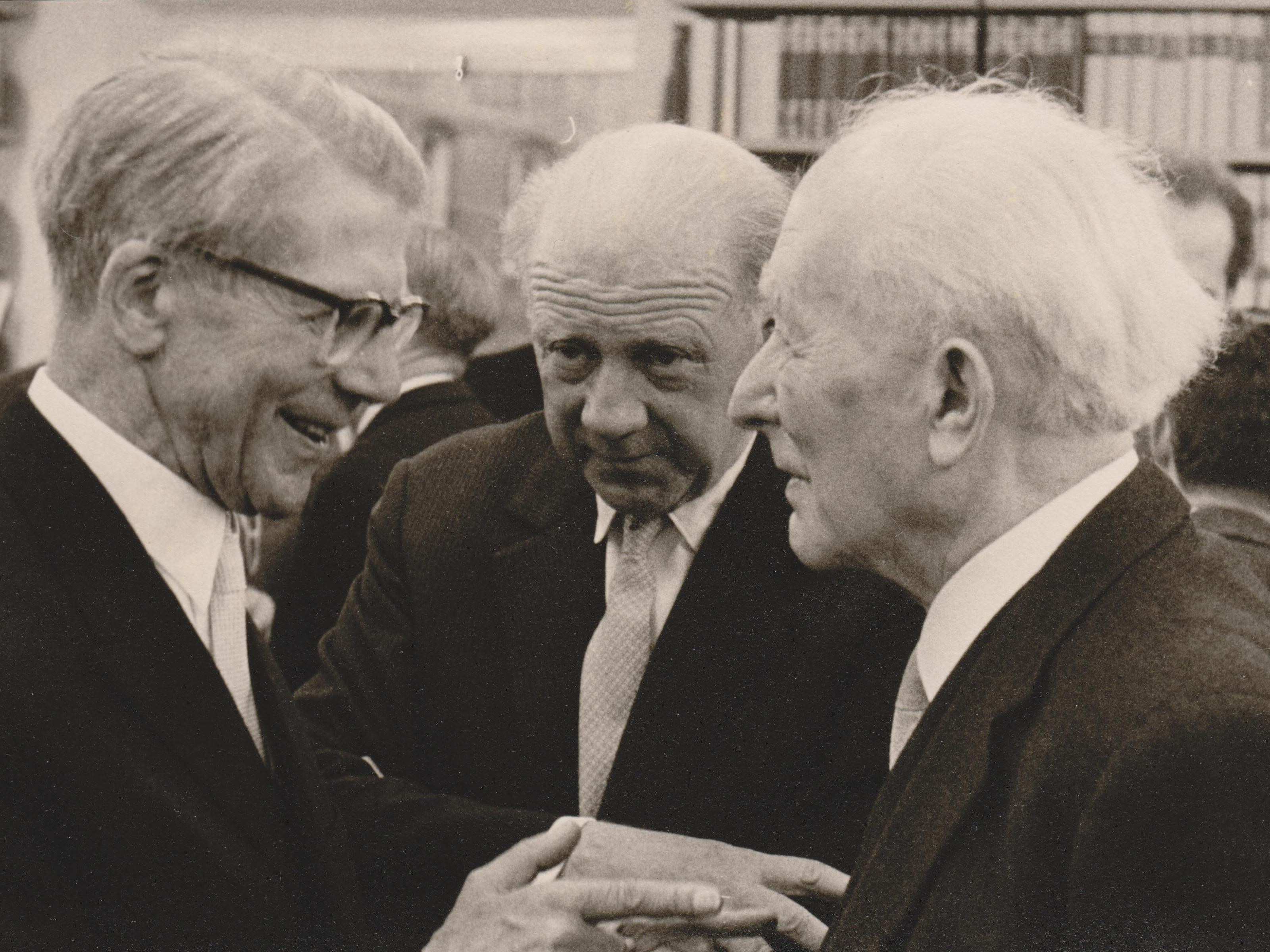
Três grandes físicos conversando, da esquerda para a direita Friedrich Hund, Werner Heisenberg e Max Born, na celebração do aniversário de 70 anos de Friedrich Hund em Göttingen, fevereiro de 1966

### Formação e aprendizagem
Estudou matemática, física e geografia na Universidade de Marburg e na Universidade de Göttingen, completando o exame em 1921/22. Em Göttingen foi aluno de, dentre outros, James Franck, David Hilbert, Richard Courant e Carl Runge. Doutorado em 1922 em Göttingen, orientado por Max Born, com tese sobre o efeito Ramsauer-Townsend, enquanto completava o estágio em uma escola em Göttingen. Foi assistente oficial de Max Born, de 1922 a 1927 (durante este período foram seus assistentes extraordinários Werner Heisenberg e Pascual Jordan). Após a habilitação em 1925 foi privatdozent de física teórica em Göttingen. Em 1926/27 trabalhou alguns meses com Niels Bohr em Copenhague. Em 1927 foi professor extraordinário (em 1928 ordinário) de física teórica na Universidade de Rostock e após ser professor visitante na Universidade Harvard em 1929 (onde também, assim como na mesma época Heisenberg, esteve na Universidade de Chicago, encontrando novamente Robert Mulliken, e lecionou em algumas outras universidades) foi residir em Leipzig.

### Leipzig (1929 a 1946)
Em 1929 foi professor de física matemática na Universidade de Leipzig, sucessor de Gregor Wentzel, onde Heisenberg também era professor, com quem ele organizou durante muitos anos um seminário sobre "Estrutura da Matéria", e que se tornou a partir do final da década de 1920 um centro da física teórica.

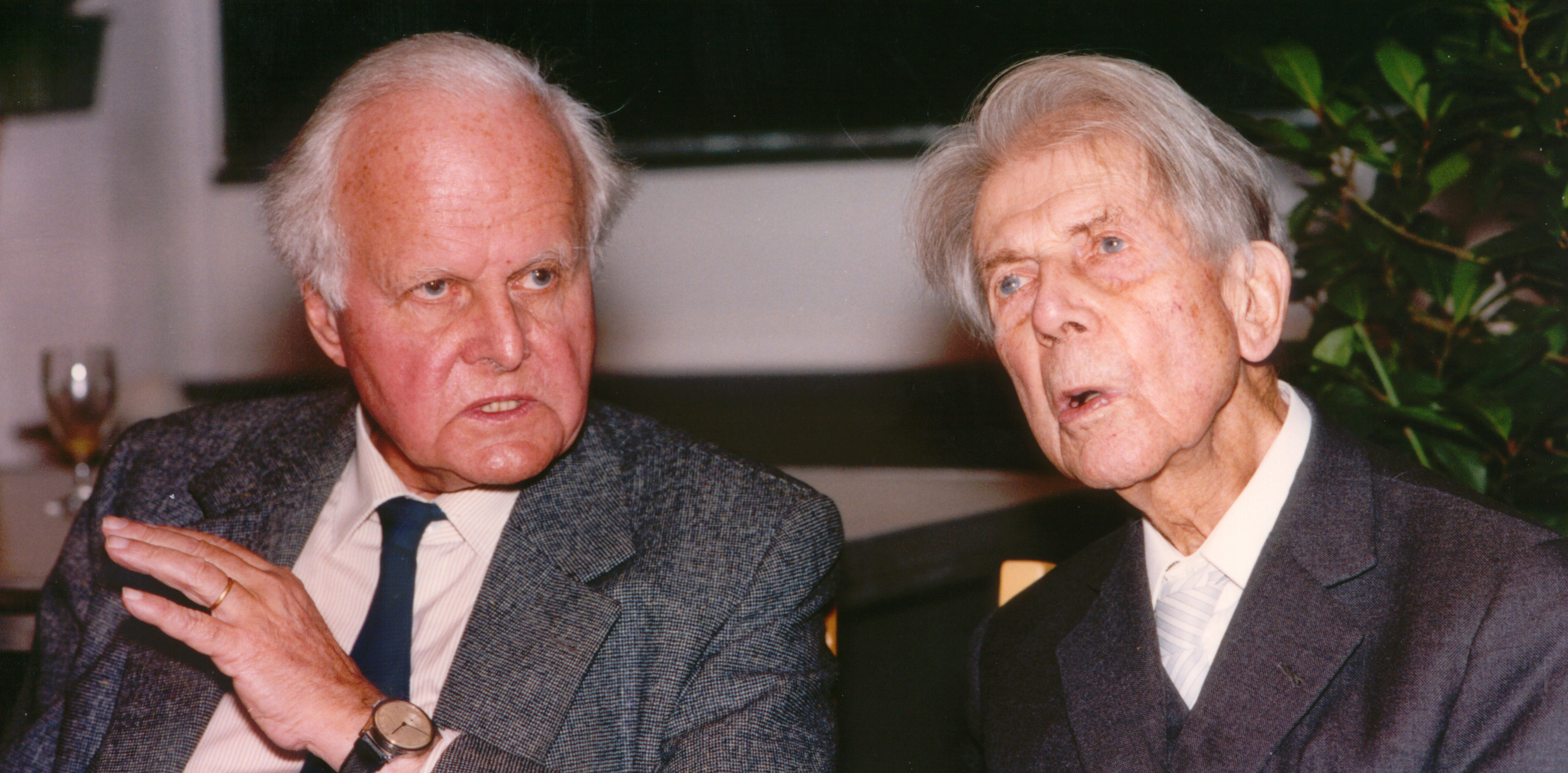
Friedrich Hund (direita) em conversa com Carl Friedrich von Weizsäcker em 1993.

## Família

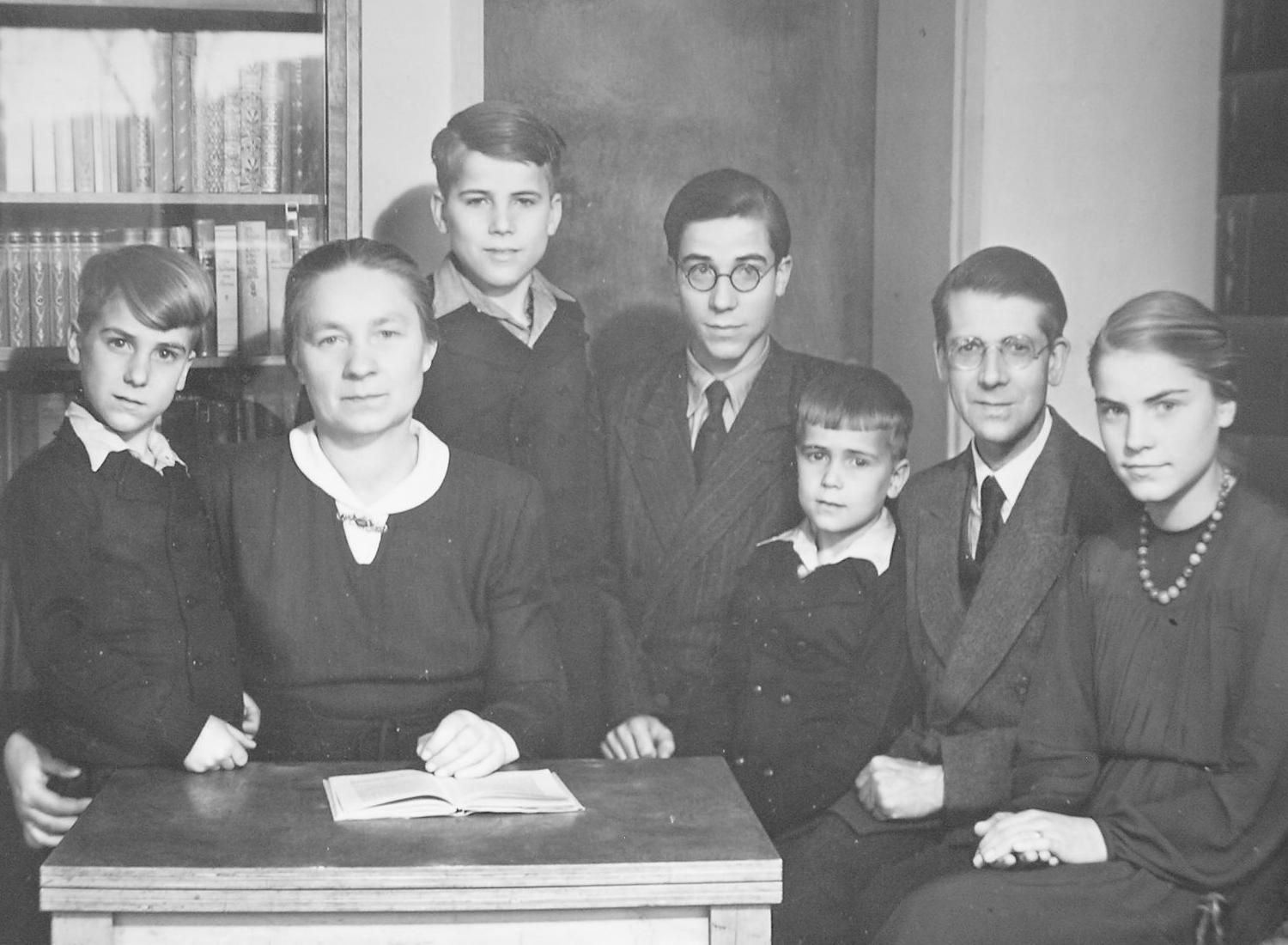
Friedrich Hund com sua família: mulher Ingeborg e 5 filhos, 1950 em Jena

Friedrich Hund casou com a matemática Ingeborg Seynsche (1905–1994) em 17 de março de 1931. Tiveram seis filhos: Gerhard Hund (* 1932), Dietrich (1933–1939), Irmgard (* 1934), Martin (1937–2018), Andreas (* 1940) e Erwin (* 1941).

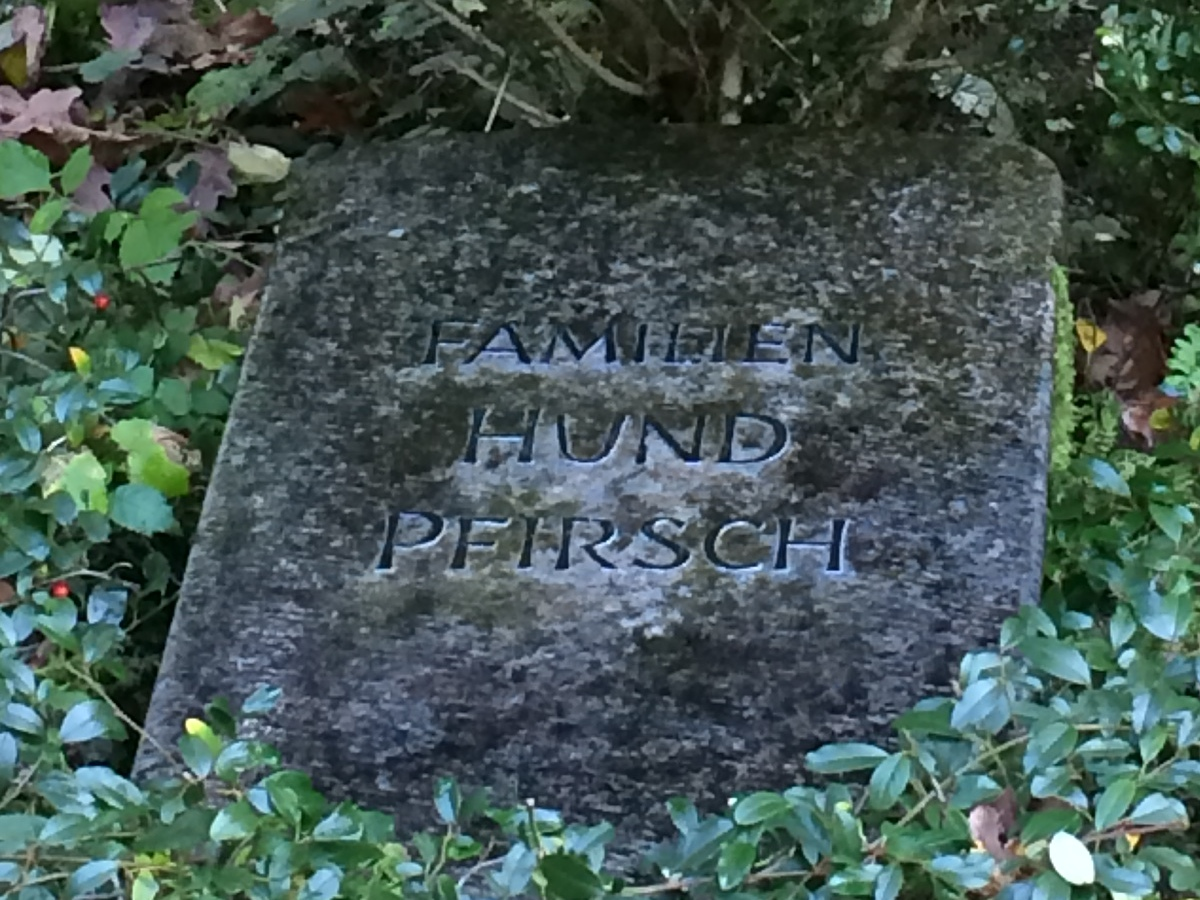
Sepultura das famílias Hund e Pfirsch no Waldfriedhof de Munique

Está sepultado no Waldfriedhof de Munique, onde estão também sua mulher Ingeborg e sua irmã Gertrud, bem como seu genro Dieter Pfirsch.

## Obra
- Versuch einer Deutung der großen Durchlässigkeit einiger Edelgase für sehr langsame Elektronen, Dissertation, Universität Göttingen 1923
- Linienspektren und periodisches System der Elemente, Habil.Schrift, Universität Göttingen, Springer 1927
- Allgemeine Quantenmechanik des Atom- und Molekelbaues, in Handbuch der Physik, Band 24/1, 2. Auflage, p. 561-694 (1933)
- Materie als Feld, Berlin, Springer 1954
- Einführung in die Theoretische Physik, 5 Bände 1944-51, Meyers Kleine Handbücher, Leipzig, Bibliographisches Institut, 1945, 1950/51 (Band 1: Mechanik, Band 2: Theorie der Elektrizität und des Magnetismus, Band 3: Optik, Band 4: Theorie der Wärme, Band 5: Atom- und Quantentheorie)
- Theoretische Physik, 3 Bände, Stuttgart Teubner, zuerst 1956-57, Band 1: Mechanik, 5. Auflage 1962, Band 2: Theorie der Elektrizität und des Lichts, Relativitätstheorie, 4. Auflage 1963, Band 3: Wärmelehre und Quantentheorie, 3. Auflage 1966
- Theorie des Aufbaues der Materie, Stuttgart, Teubner 1961
- Grundbegriffe der Physik, Mannheim, BI 1969, 2. Auflage 1979
- Geschichte der Quantentheorie, 1967, 2. Aufl., Mannheim, BI 1975, 3. Auflage 1984
- Quantenmechanik der Atome, in Handbuch der Physik/Encyclopedia of Physics, Band XXXVI, Berlin, Springer 1956
- Die Geschichte der Göttinger Physik, Vandenhoeck und Ruprecht 1987 (Göttinger Unversitätsreden)
- Geschichte der physikalischen Begriffe, 1968, 2. Aufl. (2 Bände), Mannheim, BI 1978 (Band 1: Die Entstehung des mechanischen Naturbildes, Band 2: Die Wege zum heutigen Naturbild), Spektrum Verlag 1996
- Göttingen, Kopenhagen, Leipzig im Rückblick, in Fritz Bopp (Herausgeber) Werner Heisenberg und die Physik unserer Zeit, Braunschweig 1961

## Condecorações
- 1943: Medalha Max Planck
- 1966: Großes Verdienstkreuz da República Federal da Alemanha
- 1974: Prêmio Otto Hahn de Química e Física

## Obras
- Versuch einer Deutung der großen Durchlässigkeit einiger Edelgase für sehr langsame Elektronen, Dissertation, Universität Göttingen 1923
- Linienspektren und periodisches System der Elemente, Habil.Schrift, Universität Göttingen 1927
- Allgemeine Quantenmechanik des Atom- und Molekelbaues, in Handbuch der Physik, Band 24/1, 2. Auflage, p. 561-694 (1933)
- Materie als Feld, Berlin, Springer 1954
- Theoretische Physik (3 Bände: Mechanik; Elektrodynamik, Optik, Relativitätstheorie; Quantenmechanik, Thermodynamik und Statistische Physik), Stuttgart, Teubner 1956-57
- Theorie des Aufbaues der Materie. Stuttgart, Teubner 1961
- Grundbegriffe der Physik, Mannheim, BI 1969
- Geschichte der Quantentheorie, 2. Aufl.,Mannheim, BI 1975
- Quantenmechanik der Atome, in Handbuch der Physik/Encyclopedia of Physics, Band XXXVI, Berlin, Springer 1956
- Geschichte der physikalischen Begriffe, 1956, 2. Aufl. (2 Bände), Mannheim, BI 1978